# Stefano Sensi
Stefano Sensi (født 5. august 1995) er en italiensk professionel fodboldspiller, der spiller som midtbanespiller for Monza.
Han begyndte sin karriere hos italienske Cesena i 2013, og blev efterfølgende udlejet til San Marino i to sæsoner, inden han vendte tilbage til klubben. Han kom til Sassuolo i januar 2016 og blev omgående udlejet til Cesena for resten af sæsonen. Han blev Sassuolo-spiller i sommeren 2016. Sensi blev udlejet til Inter Milan i sommeren 2019 og blev købt permanent i det følgende år. Inter lånte ham ud til Sampdoria og Monza i 2022.

## Klubkarriere

### Ungdomskarriere
Sensi er født i Urbino i Marche og begyndte at spille fodbold med det lokale hold Urbania som seksårig. I løbet af sin tid i klubben spillede han med sin storebror.  Mens han var i Urbania, blev han set af en Rimini- talentspejder, hvor han sluttede sig til deres ungdomshold i 2007. Han tilbragte tre år i Rimini, indtil slutningen af 2009-10 sæsonen, hvor klubben gik konkurs og frigav alle spillerne. Sensi skiftede til de lokale rivaler Cesenas ungdomsakademi.

### Cesena
Sensi begyndte sin seniorkarriere hos Cesena. Han blev først inkluderet i en kampdagstrup til deres Coppa Italia -kamp den 28. november 2012, hvor han blev på bænken i et 3-1-tab til Atalanta på Stadio Atleti Azzurri d'Italia. 
Den 23. juli 2013 var han en af en af Cesena-spillerne, der flyttede til San Marino Calcio, i hans tilfælde et lån med købsoption. Han fik sin professionelle debut den 8. september, hvor han spillede hele 90 minutter af et 2-0 Lega Pro Seconda Divisione- tab på udebane mod Reggiana. En uge senere scorede han sit første mål og afsluttede fra kanten af straffesparksfeltet for at afslutte en 2-0-sejr over Como på Stadio Olimpico. Den 16. marts 2014 var han en af tre Titani- spillere der blev udvist i et 2-0-nederlag til Cremonese. Han spillede 26 kampe i sin første professionelle sæson og scorede endnu et mål i den sidste kamp, en 2-2 hjemmekamp med Vicenza den 4. maj.
San Marino benyttede sig ikke af muligheden for at købe ham pernament, men den 7. juli 2014 tog han til klubben for endnu et lån.  I sin anden kamp i sæsonen, den 8. september, blev han udvist i tillægstid i slutningen af et 2-1-tab på Pontedera.  Han spillede 33 kampe i en sæson, der endte med nedrykning til Serie D, og scorede otte mål, herunder to i en 3-2 hjemmesejr over L'Aquila den 14. februar 2015, hvor han igen blev udvist til sidst. 
Sensi fik sin Cesena-debut den 20. august 2015, hvor han spillede hele deres 4-1-sejr i Catania i tredje runde af Coppa Italia.  Den 5. september fik han sin ligadebut, da holdet vandt 2-0 mod Brescia på Stadio Dino Manuzzi i sæsonens første kamp.  Den 3. oktober scorede han fra et straffespark, da Cesena besejrede Livorno 1-0. 

### Sassuolo
Den 13. januar 2016 blev Sensi købt af Serie A-klubben Sassuolo. Han brugte de første 6 måneder af kontrakten på lån hos Cesena.  Han vendte tilbage til Sassuolo i juli 2016 forud for sæsonen 2016-17, og fik sin Serie A- debut ved at spille hele 90 minutter i den indledende mesterskabskamp mod Palermo, som endte med en 1-0 udesejr. Hans første Serie A Mål kom senere i oktober 2016 i en 2-1 hjemmesejr over det nyoprykkede hold Crotone. Sensi afsluttede sin første sæson på Mapei Stadium med at spille 19 kampe i alle turneringer og score en gang. I sæsonen 2017-18 scorede han to mål i 17 ligakampe. Sensi var en vigtig spiller i sæsonen 2018-19 under manager Roberto De Zerbi, hvor han spillede 30 kampe fordelt mellem liga og cup, hvor han scorede to gange i processen. 

### Inter Milan
Den 2. juli 2019 annoncerede Inter Milan officielt, at Stefano Sensi var blevet købt fra Sassuolo på en indledende betalt låneaftale, med en købsoption i slutningen af sæsonen. De samlede omkostninger ved skiftet forventes at nå op på 25 millioner euro. Sensi fik sin klubdebut den 26. august i en 4-0 hjemmesejr mod Lecce i Inters åbningskamp i Serie A-sæsonen 2019-20. Han scorede et mål, men blev senere skiftet ud i anden halvleg for Roberto Gagliardini.    Sensi fik sin Champions League- debut den 17. september i en 1-1 hjemmekamp mod Slavia Prag. Han bidrog til Inters udligning i overtid, da hans frispark ramte overliggeren og efterfølgende blev slået ind af Nicolò Barella for at udligne kampen.  Fra januar valgte han en række skader, der reelt udelukkede ham fra sidste halvdel af sæsonen 2019-20.
Den 31. august 2020 udnyttede Inter frikøbsklausulen i hans kontrakt, og Sensi underskrev en fireårig aftale med klubben. 

#### Lån til Sampdoria
Den 29. januar 2022 skiftede Sensi på lån til Sampdoria.

#### Lån til Monza
Den 2. juli 2022 sluttede Sensi sig til det nyoprykkede Serie A-hold Monza på et etårigt lån. Han fik sin debut den 8. august som udskifter i en 3-2 Coppa Italia -sejr mod Frosinone. Sensis første mål for biancorossi kom den 11. september, hvor han scorede fra et direkte frispark mod Lecce. Kampen endte uafgjort 1-1, hvilket gav Monza deres første Serie A-point nogensinde.

## International karriere
Sensi har repræsenteret Italien på ungdomsniveau, hvor han optrådte én gang for U17- holdet og fik sin debut for U20-holdet i en 2-2 uafgjort mod Polen den 7. oktober 2015.
Den 20. november 2018 fik han sin debut for det italienske seniorlandshold, hvor han startede i en venskabssejr på 1-0 over USA, der blev spillet i Genk. Den 26. marts 2019 scorede Sensi sit første mål for landsholdet i en 6-0 hjemmebanesejr over Liechtenstein i en UEFA Euro 2020-kvalifikationskamp.
I juni 2021 blev han oprindeligt inkluderet i Italiens sidste 26-mands trup til UEFA Euro 2020 af træner Roberto Mancini dog blev han senere udelukket fra turneringen efter at have pådraget sig en skade under træning, og Matteo Pessina blev kaldt op til turneringen i hans sted.

## Spillestil
En tidligere offensiv eller central midtbanespiller, med god vision, god teknik og øje for mål, fungerer Sensi nu normalt i en defensiv eller kreativ midtbanerolle for sit hold. Han fungerer ofte som en dybtliggende playmaker foran baglinjen på grund af sin boldkontrol, didtributionsområde og lange afleveringsevne med begge fødder på trods af at han er naturligt højrebenet, hvilket giver ham mulighed for at skabe chancer for holdkammerater; han er også i stand til at spille på adskillige andre midtbane- og offensive positioner og er blevet brugt som fløjspiller, som mezzala eller som støttende angriber. Sensi, der allerede anses for at være en af de mest lovende unge italienske fodboldspillere i sin generation, har tiltrukket sig større klubbers opmærksomhed, og hans spillestil, mobilitet, lille statur og lave tyngdepunkt har trukket sammenligninger med Marco Verratti, såvel som Andrea . Pirlo, selvom han personligt har udtalt, at hans største indflydelse er den spanske playmaker Xavi . Sensi er også blevet rost af Italiens manager Roberto Mancini, der beskrev ham som: "...god, teknisk begavet og hurtig", og bemærkede også, at "...han har karakter." På trods af hans slanke bygning, som gør ham ineffektiv til at vinde flere fysiske udfordringer for bolden, er han også effektiv defensivt på grund af hans taktiske intelligens og fortolkning af rummet.         Trods sine evner har han dog ofte døjet med skader gennem sin karriere. 

## Karrierestatistik

### Forening
Oversigten er opdateret til og med kampe spillet 20. december 2023
| Klub               | Sæson        | Liga         | Liga  | Liga | Coppa Italia | Coppa Italia | Kontenital | Kontenital | Andre | Andre | Total | Total |
| Klub               | Sæson        | Division     | Kampe | Mål  | Kampe        | Mål          | Kampe      | Mål        | Kampe | Mål   | Kampe | Mål   |
| ------------------ | ------------ | ------------ | ----- | ---- | ------------ | ------------ | ---------- | ---------- | ----- | ----- | ----- | ----- |
| San Marino (lån)   | 2013–14      | Lega Pro     | 26    | 2    | —            | —            | —          | —          | 2     | 0     | 28    | 2     |
| San Marino (lån)   | 2014–15      | Lega Pro     | 33    | 8    | —            | —            | —          | —          | 2     | 1     | 35    | 9     |
| San Marino (lån)   | Total        | Total        | 59    | 10   | —            | —            | —          | —          | 4     | 1     | 63    | 11    |
| Cesena             | 2015–16      | Serie B      | 31    | 3    | 1            | 0            | —          | —          | 1     | 0     | 33    | 3     |
| Sassuolo           | 2016–17      | Serie A      | 16    | 1    | 1            | 0            | 2          | 0          | —     | —     | 19    | 1     |
| Sassuolo           | 2017–18      | Serie A      | 17    | 2    | 2            | 0            | —          | —          | —     | —     | 19    | 2     |
| Sassuolo           | 2018–19      | Serie A      | 28    | 2    | 2            | 0            | —          | —          | —     | —     | 30    | 2     |
| Sassuolo           | Total        | Total        | 61    | 5    | 5            | 0            | 2          | 0          | —     | —     | 68    | 5     |
| Inter Milan (loan) | 2019–20      | Serie A      | 12    | 3    | 3            | 0            | 4          | 0          | —     | —     | 19    | 3     |
| Inter Milan        | 2020–21      | Serie A      | 18    | 0    | 2            | 0            | 1          | 0          | —     | —     | 21    | 0     |
| Inter Milan        | 2021–22      | Serie A      | 9     | 0    | 1            | 1            | 2          | 0          | 0     | 0     | 12    | 1     |
| Inter Milan        | 2023–24      | Serie A      | 3     | 0    | 1            | 0            | 0          | 0          | 0     | 0     | 4     | 0     |
| Inter Milan        | Total        | Total        | 42    | 3    | 7            | 1            | 7          | 0          | 0     | 0     | 56    | 4     |
| Sampdoria (loan)   | 2021–22      | Serie A      | 11    | 1    | —            | —            | —          | —          | —     | —     | 11    | 1     |
| Monza (loan)       | 2022–23      | Serie A      | 28    | 3    | 2            | 0            | —          | —          | —     | —     | 30    | 3     |
| Career total       | Career total | Career total | 232   | 25   | 14           | 1            | 9          | 0          | 5     | 1     | 260   | 27    |

### International
Oversigten er opdateret til og med kampe spillet 29. marts 2022
| landshold | År    | Kampe | Mål |
| --------- | ----- | ----- | --- |
| Italien   | 2018  | 1     | 0   |
| Italien   | 2019  | 3     | 1   |
| Italien   | 2020  | 2     | 1   |
| Italien   | 2021  | 2     | 1   |
| Italien   | 2022  | 1     | 0   |
| Total     | Total | 9     | 3   |

Score og resultatliste viser Italiens mål først, scorekolonnen angiver score efter hvert Sensi-mål.
| Ingen. | Dato              | Mødested                                 | Modstander          | Score | Resultat | Konkurrence                       |
| ------ | ----------------- | ---------------------------------------- | ------------------- | ----- | -------- | --------------------------------- |
| 1      | 26. marts 2019    | Stadio Ennio Tardini, Parma, Italien     | Liechtenstein       | 1-0   | 6–0      | UEFA Euro 2020-kvalifikation      |
| 2      | 4. september 2020 | Stadio Artemio Franchi, Firenze, Italien | Bosnien-Hercegovina | 1-1   | 1-1      | 2020-21 UEFA Nations League A     |
| 3      | 31. marts 2021    | LFF Stadium, Vilnius, Litauen            | Litauen             | 1-0   | 2-0      | 2022 FIFA World Cup-kvalifikation |

## Hæder
Inter Milan
- Serie A : 2020-21 [50]
- Supercoppa Italiana : 2021, 2023 [51]
- UEFA Europa League andenplads: 2019-20